# Red Pill Blues Tour
Il Red Pill Blues Tour è il sesto tour mondiale del gruppo musicale statunitense Maroon 5, a supporto del loro sesto album in studio, Red Pill Blues.

## Il tour
Il 26 ottobre 2017 è stata rivelata, sull'account Twitter della band, la prima serie di spettacoli e la cantante Julia Michaels.

## Scaletta
1. What Lovers Do
2. Payphone
3. This Love
4. Stereo Hearts
5. Sunday Morning
6. Animals
7. One More Night
8. Cold
9. Wait
10. Don't Wanna Know
11. It Was Always You
12. Love Somebody
13. Makes Me Wonder
14. Rock with You
15. Moves like Jagger
16. Lost Stars
17. She Will Be Loved
18. Forever Young / Girls Like You
19. Maps
20. Sugar

## Date del tour
| Data                         | Città         | Stato       | Luogo                          |
| ---------------------------- | ------------- | ----------- | ------------------------------ |
| Seconda tappa - Nord America |               |             |                                |
| 30 maggio 2018               | Tacoma        | Stati Uniti | Tacoma Dome                    |
| 1 giugno 2018                | Oakland       | Stati Uniti | Oracle Arena                   |
| 2 giugno 2018                | Sacramento    | Stati Uniti | Golden 1 Center                |
| 4 giugno 2018                | Inglewood     | Stati Uniti | The Forum                      |
| 5 giugno 2018                | Inglewood     | Stati Uniti | The Forum                      |
| 7 giugno 2018                | Phoenix       | Stati Uniti | Talking Stick Resort Arena     |
| 9 giugno 2018                | Dallas        | Stati Uniti | American Airlines Center       |
| 10 giugno 2018               | Houston       | Stati Uniti | Toyota Center                  |
| 12 giugno 2018               | San Antonio   | Stati Uniti | AT&T Center                    |
| 14 giugno 2018               | New Orleans   | Stati Uniti | Smoothie King Center           |
| 16 giugno 2018               | Tampa         | Stati Uniti | Amalie Arena                   |
| 17 giugno 2018               | Sunrise       | Stati Uniti | BB&T Center                    |
| 7 settembre 2018             | San Antonio   | Stati Uniti | AT&T Center                    |
| 30 luglio 2010               | Tampa         | Stati Uniti | 1-800-ASK-GARY Amphitheatre    |
| 31 luglio 2010               | Miami         | Stati Uniti | AmericanAirlines Arena         |
| 5 agosto 2010                | Toronto       | Canada      | Molson Amphitheatre            |
| 7 agosto 2010                | Montréal      | Canada      | Centre Bell                    |
| 8 agosto 2010                | Mansfield     | Stati Uniti | Comcast Center                 |
| 11 agosto 2010               | Uncasville    | Stati Uniti | Mohegan Sun Arena              |
| 12 agosto 2010               | New York      | Stati Uniti | Madison Square Garden          |
| 14 agosto 2010               | Atlantic City | Stati Uniti | Borgata Events Center          |
| 15 agosto 2010               | Wantagh       | Stati Uniti | Nikon at Jones Beach Theater   |
| 18 agosto 2010               | Camden        | Stati Uniti | Susquehanna Bank Center        |
| 20 agosto 2010               | Bristow       | Stati Uniti | Jiffy Lube Live                |
| 21 agosto 2010               | Hershey       | Stati Uniti | Hersheypark Stadium            |
| 22 agosto 2010               | Clarkston     | Stati Uniti | DTE Energy Music Theatre       |
| 25 agosto 2010               | Chicago       | Stati Uniti | United Center                  |
| 28 agosto 2010               | Syracuse      | Stati Uniti | Mohegan Sun Grandstand         |
| Australia                    |               |             |                                |
| 25 febbraio 2011             | Brisbane      | Australia   | Brisbane Entertainment Centre  |
| 26 febbraio 2011             | Gold Coast    | Australia   | GCCEC Arena                    |
| 28 febbraio 2011             | Newcastle     | Australia   | Newcastle Entertainment Centre |
| 4 marzo 2011                 | Sydney        | Australia   | Acer Arena                     |
| 5 marzo 2011                 | Sydney        | Australia   | Acer Arena                     |
| 7 marzo 2011                 | Melbourne     | Australia   | Rod Laver Arena                |
| 8 marzo 2011                 | Melbourne     | Australia   | Rod Laver Arena                |
| 10 marzo 2011                | Adelaide      | Australia   | Adelaide Entertainment Centre  |
| 12 marzo 2011                | Perth         | Australia   | Burswood Dome                  |